# Bogdan Vasile
Bogdan Adrian Vasile (n. 2 februarie 1995, Arad, România) este un fotbalist român, care joacă pe post de mijlocaș la AFC Câmpulung în Liga a II-a. Pe plan internațional, are prezențe la națională pentru România Sub-19.